# 전쟁 (2020년 영화)
《전쟁》(영어: Disturbing the Peace)은 2020년 캐나다의 네오웨스턴 액션 스릴러 영화이다. 요크 앨릭 섀클턴이 연출하고, 가이 피어스, 데번 사와 등이 출연하였다.

## 줄거리
텍사스 레인저였던 짐은 인질극 상황에서 사고로 파트너를 쏴서 사망에 이르게 한 뒤 켄터키주 호스케이브 작은 마을로 전근하여 무기를 소지하지 않은 채 경찰로 근무하고 있다.
어느 날 디아블로가 이끄는 모터사이클 갱단이 나타나 마을 은행을 털고 곧 도착할 현금 수송 차량을 매복 공격할 음모를 꾸민다.
짐은 이들에게 대항하기 위해 다시 무장을 한다.

## 출연
- 가이 피어스 - 짐 딜런 역
- 데번 사와 - 디아블로 역
- 켈리 그레이슨 - 케이티 레이놀즈 역
- 댄 사우스워스 - 스티브 루커스 역
- 마이클 벨리사리오 - 파이로 역
- 브랜즈컴 리치먼드 - 빅 도그 역
- 드웨인 캐머런 - 디젤 역
- 켈리 켈리 - 어맨다 역